# Route nationale 374b
La route nationale 374b, ou RN 374b, était une route nationale française, entièrement située à Paisy-Cosdon et reliant Paisy à Cosdon et à la RN 60 en direction de Sens.
À la suite de la réforme de 1972, la RN 374b a été déclassée en RD 374b.